# Kragulevo, Dobrici
Kragulevo (în bulgară Крагулево, în română Șahângi) este un sat în comuna Dobricika, regiunea Dobrici, Dobrogea de Sud, Bulgaria. 
Între anii 1913-1940 a făcut parte din plasa Ezibei a județului Caliacra, România.

## Demografie
Componența etnică a satului Kragulevo
     Bulgari (96,66%)
     Nicio identificare (3,33%)
     Altele (0%)
La recensământul din 2011, populația satului Kragulevo era de 60 locuitori. Din punct de vedere etnic, majoritatea locuitorilor (96,66%) erau bulgari. Pentru 3,33% din locuitori nu este cunoscută apartenența etnică.